# جزيرة سبروس
جزيرة سبروس أو جزيرة التنوب (بالروسية: Еловый остров؛ بالإنجليزية: Spruce Island) هي جزيرة تقع قبالة جزيرة كودياك على مضيق نارو الذي يفصل بين جزر أرخبيل كودياك الكائن في خليج ألاسكا في الولايات المتحدة.

## التركيبة السكانية
تبلغ مساحة جزيرة سبروس 46.066 كيلومتر مربع (أو 17.786 ميل مربع) ويبلغ عدد سكانها 242 نسمة حسب تعداد سنة 2000 معظمهم يتخذون أوزينكي (وهي المدينة الوحيدة على الجزيرة) مقطنا، وهي تقع في الجزء الجنوبي الغربي من الجزيرة.

## التاريخ

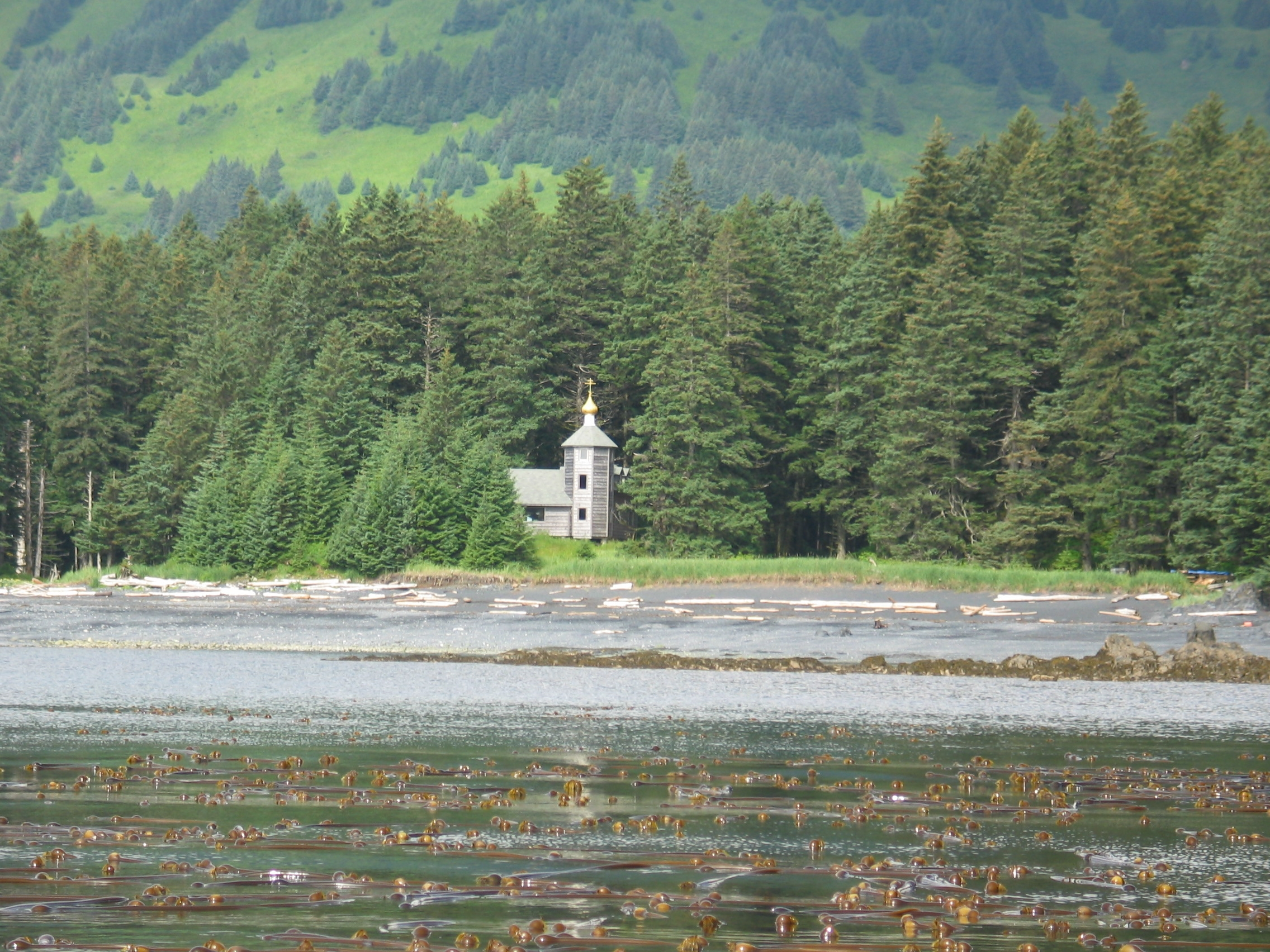
دير الكنيسة الروسية الأرثوذكسية قبالة لاجون الرهبان في خليج أيكون، جزيرة سبروس.

بين سنتي 1808 و1818، اتخذ الراهب هيرمان من ألاسكا (لاحقا القديس هيرمان شفيع الأمريكتين) جزيرة سبروس قلاية له. إذ أطلق عليها اسم فالام الجديدة (بالروسية: Ново-Валаамский؛ بالإنجليزية: New Valaam). والجزيرة الآن هي موقع لحج المسيحيين الأرثوذكس.
سنة 2008، زعم باحثون على رأسهم عمدة مدينة ياكوتسك القابعة شمالي سيبيريا أن الجزيرة يجب أن تظل ملكا للكنيسة الروسية الأرثوذكسية لأن الإمبراطورية الروسية لم تكن لها سلطة بيع أراضي الكنيسة كجزء من صفقة شراء ألاسكا.